# Scaphoideus lophus
Scaphoideus lophus är en insektsart som beskrevs av Barnett 1977. Scaphoideus lophus ingår i släktet Scaphoideus och familjen dvärgstritar. Inga underarter finns listade i Catalogue of Life.